# Oisterwijk
Oisterwijk este o comună și o localitate în provincia Brabantul de Nord, Țările de Jos.

## Localități componente
Oisterwijk, Heukelom, Moergestel